# 漳潭村
漳潭村，是中华人民共和国安徽省黄山市歙县深渡镇下辖的一个村。面积6.2平方公里，下辖3个自然村，10个村民小组，人口1450人。村民90%以上为张姓。
漳潭村创建于北宋景德元年（1004年）。礼部侍郎张秉葬此，其子张遹结庐守墓，将家人从新州迁此，形成村落。出产茶叶、三潭枇杷。
漳潭村坐落于新安江山水画廊景区，新安江九曲十八弯的河湾中，两岸青山起伏。景点有“天下第一樟”，以及红妆馆内的“天下第一床”、“天下第一轿”。

## 中国传统村落
2013年8月26日，漳潭村获评第二批中国传统村落。